# Dangú
Dangú är en ort i Mexiko, tillhörande kommunen Jilotzingo i den västra delen av delstaten Mexiko. Orten hade 748 invånare vid folkräkningen 2010.